# Eliminatoria al Campeonato Sub-17 de la Concacaf de 2011
La Eliminatoria al Campeonato Sub-17 de la Concacaf de 2011 se jugó  del 20 de julio de 2010 al 12 de diciembre de 2010 para determinar a los clasificados a la fase final del torneo a celebrarse en Jamaica en 2011.

## Zona Caribeña

### Primera ronda

#### Grupo A
| Equipo 1 | Agr. | Equipo 2 | Ida | Vuelta |
| -------- | ---- | -------- | --- | ------ |
| Bahamas  | 2-5  | Bermudas | 1-5 | 1-0    |

| 23 de julio de 2010 | Bahamas     | 1 – 5   | Bermudas                                                       | Estadio Thomas Robinson, Nassau, Bahamas |                           |
|                     | Delancy 63' | Reporte | Chikosi 13' 31' · Wendell 65' · Minors 73' · Munroe 84' (a.g.) | Árbitro(s): Dave Peterkin                | Árbitro(s): Dave Peterkin |

| 25 de julio de 2010 | Bermudas | 0 – 1   | Bahamas   | Estadio Thomas Robinson, Nassau, Bahamas               |                                                        |
|                     |          | Reporte | Antor 77' | Asistencia: 700 espectadores Árbitro(s): Dave Peterkin | Asistencia: 700 espectadores Árbitro(s): Dave Peterkin |

#### Grupo B
| País              | G | E | P | GF | GC | Pts |
| ----------------- | - | - | - | -- | -- | --- |
| S/K Nevis         | 2 | 1 | 0 | 21 | 3  | 7   |
| Antigua y Barbuda | 2 | 1 | 0 | 17 | 3  | 7   |
| Saint-Martin      | 1 | 0 | 2 | 5  | 13 | 3   |
| Anguila           | 0 | 0 | 3 | 2  | 26 | 0   |

| 21 de julio de 2010 | Saint-Martin                             | 4 – 1   | Anguila        | Antigua Recreation Ground, St. John's, Antigua y Barbuda |                                                        |
|                     | Miracle 6' · Questel 51' 59' · Cocks 90' | Reporte | Richardson 57' | Asistencia: 200 espectadores Árbitro(s): Trevor Taylor   | Asistencia: 200 espectadores Árbitro(s): Trevor Taylor |

| 21 de julio de 2010 | Antigua y Barbuda              | 2 – 2   | S/K Nevis                | Antigua Recreation Ground, St. John's, Antigua y Barbuda |                                                          |
|                     | Constant 18' · Braithwaite 90' | Reporte | Mitchum 30' · Rogers 89' | Asistencia: 500 espectadores Árbitro(s): Valdin Legister | Asistencia: 500 espectadores Árbitro(s): Valdin Legister |

| 23 de julio de 2010 | S/K Nevis                                                                           | 7 – 1   | Saint-Martin | Antigua Recreation Ground, St. John's, Antigua y Barbuda |                                                          |
|                     | Claxton 26' · Hendrickson 27' · Samuel 36' 45' · Liburd 60' · Kelly 66' · Henry 79' | Reporte |              | Asistencia: 300 espectadores Árbitro(s): Valdin Legister | Asistencia: 300 espectadores Árbitro(s): Valdin Legister |

| 23 de julio de 2010 | Anguila    | 1 – 10  | Antigua y Barbuda                                                                           | Antigua Recreation Ground, St. John's, Antigua y Barbuda   |                                                            |
|                     | Rogers 58' | Reporte | Martin 3' · Constant 16' 30' · Thomas 21' 31' 37' · Braithwaite 22' 38' · Harriette 52' 90' | Asistencia: 300 espectadores Árbitro(s): Ignatius Baptiste | Asistencia: 300 espectadores Árbitro(s): Ignatius Baptiste |

| 25 de julio de 2010 | Anguila | 0 – 12  | S/K Nevis                                                                                                | Antigua Recreation Ground, St. John's, Antigua y Barbuda |                                                        |
|                     |         | Reporte | Samuel 1' 80' · Carty 9' (a.g.) · Rogers 24' 60' 68' 85' · Phillip 29' 36' · Nisbett 48' · Henry 56' 76' | Asistencia: 300 espectadores Árbitro(s): Bryan Willett   | Asistencia: 300 espectadores Árbitro(s): Bryan Willett |

| 25 de julio de 2010 | Antigua y Barbuda                                                   | 5 – 0   | Saint-Martin | Antigua Recreation Ground, St. John's, Antigua y Barbuda   |                                                            |
|                     | Thomas 57' 90' · T. Harriette 81' · Constant 83' · J. Harriette 90' | Reporte |              | Asistencia: 700 espectadores Árbitro(s): Ignatius Baptiste | Asistencia: 700 espectadores Árbitro(s): Ignatius Baptiste |

#### Grupo C
| País                  | G | E | P | GF | GC | Pts |
| --------------------- | - | - | - | -- | -- | --- |
| Guyana                | 2 | 1 | 0 | 14 | 2  | 7   |
| Antillas Neerlandesas | 2 | 1 | 0 | 8  | 3  | 7   |
| Aruba                 | 1 | 0 | 2 | 2  | 11 | 3   |
| Dominica              | 0 | 0 | 3 | 2  | 10 | 0   |

| 20 de julio de 2010 | Guyana                            | 2 – 2   | Antillas Neerlandesas         | Windsor Park, Roseau, Dominica                         |                                                        |
|                     | Schultz 27' · Felomina 47' (a.g.) | Reporte | Martis 11' · Bartholomeus 13' | Asistencia: 150 espectadores Árbitro(s): James Matthew | Asistencia: 150 espectadores Árbitro(s): James Matthew |

| 20 de julio de 2010 | Dominica | 1 – 2   | Aruba                | Windsor Park, Roseau, Dominica                         |                                                        |
|                     | Reid 36' | Reporte | Vegas 29' · Kock 59' | Asistencia: 275 espectadores Árbitro(s): Bryan Willett | Asistencia: 275 espectadores Árbitro(s): Bryan Willett |

| 22 de julio de 2010 | Aruba | 0 – 3   | Antillas Neerlandesas             | Windsor Park, Roseau, Dominica                         |                                                        |
|                     |       | Reporte | Martis 28' · Bartholomeus 51' 79' | Asistencia: 250 espectadores Árbitro(s): Bryan Willett | Asistencia: 250 espectadores Árbitro(s): Bryan Willett |

| 22 de julio de 2010 | Dominica | 0 – 5   | Guyana                                                                    | Windsor Park, Roseau, Dominica                         |                                                        |
|                     |          | Reporte | Benjamin 3' · Leacock 27' · Garnett 29' · Lewis 78' · Carriere 89' (a.g.) | Asistencia: 450 espectadores Árbitro(s): James Matthew | Asistencia: 450 espectadores Árbitro(s): James Matthew |

| 24 de julio de 2010 | Aruba | 0 – 7   | Guyana                                                                    | Windsor Park, Roseau, Dominica                         |                                                        |
|                     |       | Reporte | Lewis 6' · Benjamin 42' 62' · Garnett 45' · Schultz 55' · Persaud 73' 85' | Asistencia: 350 espectadores Árbitro(s): Bryan Willett | Asistencia: 350 espectadores Árbitro(s): Bryan Willett |

| 24 de julio de 2010 | Antillas Neerlandesas            | 3 – 1   | Dominica   | Windsor Park, Roseau, Dominica                         |                                                        |
|                     | Martis 5' · Roch 25' · Vapor 71' | Reporte | Prince 58' | Asistencia: 500 espectadores Árbitro(s): James Matthew | Asistencia: 500 espectadores Árbitro(s): James Matthew |

#### Grupo D
| País        | G | E | P | GF | GC | Pts |
| ----------- | - | - | - | -- | -- | --- |
| Barbados    | 2 | 1 | 0 | 11 | 2  | 7   |
| Surinam     | 1 | 2 | 0 | 11 | 3  | 5   |
| Granada     | 1 | 1 | 1 | 5  | 10 | 4   |
| San Vicente | 0 | 0 | 3 | 3  | 15 | 0   |

| 20 de julio de 2010 | Barbados                                                           | 6 – 0   | Granada | André Kamperveen Stadion, Paramaribo, Surinam              |                                                            |
|                     | Adamson 13' 60' · Ward 32' (pen.) · Chandler 37' 41' · Prescod 73' | Reporte |         | Asistencia: 100 espectadores Árbitro(s): Enrico Wijngaarde | Asistencia: 100 espectadores Árbitro(s): Enrico Wijngaarde |

| 20 de julio de 2010 | Surinam                                                             | 8 – 0   | San Vicente | André Kamperveen Stadion, Paramaribo, Surinam      |                                                    |
|                     | Apai 11' 53' 74' · Eduard 24' 85' 90' · Zandveld 76' · Juliaans 80' | Reporte |             | Asistencia: 500 espectadores Árbitro(s): Lee Davis | Asistencia: 500 espectadores Árbitro(s): Lee Davis |

| 22 de julio de 2010 | San Vicente | 0 – 3   | Barbados                      | André Kamperveen Stadion, Paramaribo, Surinam      |                                                    |
|                     |             | Reporte | Chandler 2' 61' · Adamson 78' | Asistencia: 100 espectadores Árbitro(s): Lee Davis | Asistencia: 100 espectadores Árbitro(s): Lee Davis |

| 22 de julio de 2010 | Surinam      | 1 – 1   | Granada        | André Kamperveen Stadion, Paramaribo, Surinam |                             |
|                     | Steffens 48' | Reporte | Saint Paul 45' | Árbitro(s): Javier Jauregui                   | Árbitro(s): Javier Jauregui |

| 24 de julio de 2010 | Granada                                      | 4 – 3   | San Vicente         | André Kamperveen Stadion, Paramaribo, Surinam      |                                                    |
|                     | John-Brown 9' 55' · Gannes 24' · Sampson 85' | Reporte | DeGrads 66' 70' 82' | Asistencia: 150 espectadores Árbitro(s): Lee Davis | Asistencia: 150 espectadores Árbitro(s): Lee Davis |

| 24 de julio de 2010 | Barbados                   | 2 – 2            | Surinam               | André Kamperveen Stadion, Paramaribo, Surinam              |                                                            |
|                     | Prescod 63' · Chandler 67' | [Report Reporte] | Apai 33' · Awinti 61' | Asistencia: 1,500 espectadores Árbitro(s): Javier Jauregui | Asistencia: 1,500 espectadores Árbitro(s): Javier Jauregui |

### Ronda final

#### Grupo E
| País              | G | E | P | GF | GC | Pts |
| ----------------- | - | - | - | -- | -- | --- |
| Trinidad y Tobago | 2 | 1 | 0 | 10 | 1  | 7   |
| Cuba              | 2 | 1 | 0 | 4  | 1  | 7   |
| S/K Nevis         | 1 | 0 | 2 | 3  | 11 | 3   |
| Bermudas          | 0 | 0 | 3 | 4  | 8  | 0   |

| 18 de agosto de 2010 | Bermudas  | 1 – 3   | Cuba                     | Marvin Lee Stadium, Macoya, Trinidad y Tobago          |                                                        |
|                      | Zeiko 70' | Reporte | Saez 18' · Pérez 33' 44' | Asistencia: 500 espectadores Árbitro(s): Trevor Taylor | Asistencia: 500 espectadores Árbitro(s): Trevor Taylor |

| 18 de agosto de 2010 | Trinidad y Tobago                                                | 8 – 0   | S/K Nevis | Marvin Lee Stadium, Macoya, Trinidad y Tobago              |                                                            |
|                      | Pierre 8' · Samaroo 50' · Henry 61' 66' 73' 84' 90' · Sutton 77' | Reporte |           | Asistencia: 500 espectadores Árbitro(s): Enrico Wijngaarde | Asistencia: 500 espectadores Árbitro(s): Enrico Wijngaarde |

| 20 de agosto de 2010 | S/K Nevis                                     | 3 – 2   | Bermudas              | Marvin Lee Stadium, Macoya, Trinidad y Tobago              |                                                            |
|                      | Nisbett 21' · Phillip 45' (pen.) · Samuel 67' | Reporte | Hill 3' · Lewis 90+2' | Asistencia: 500 espectadores Árbitro(s): Ignatius Baptiste | Asistencia: 500 espectadores Árbitro(s): Ignatius Baptiste |

| 20 de agosto de 2010 | Trinidad y Tobago | 0 – 0   | Cuba | Marvin Lee Stadium, Macoya, Trinidad y Tobago           |                                                         |
|                      |                   | Reporte |      | Asistencia: 500 espectadores Árbitro(s): Kevin Morrison | Asistencia: 500 espectadores Árbitro(s): Kevin Morrison |

| 22 de agosto de 2010 | Cuba      | 1 – 0   | S/K Nevis | Marvin Lee Stadium, Macoya, Trinidad y Tobago           |                                                         |
|                      | Pérez 58' | Reporte |           | Asistencia: 500 espectadores Árbitro(s): Kevin Morrison | Asistencia: 500 espectadores Árbitro(s): Kevin Morrison |

| 22 de agosto de 2010 | Bermudas  | 1 – 2   | Trinidad y Tobago | Marvin Lee Stadium, Macoya, Trinidad y Tobago              |                                                            |
|                      | Lewis 48' | Reporte | Williams 22' 39'  | Asistencia: 500 espectadores Árbitro(s): Enrico Wijngaarde | Asistencia: 500 espectadores Árbitro(s): Enrico Wijngaarde |

#### Grupo F
| País                 | G | E | P | GF | GC | Pts |
| -------------------- | - | - | - | -- | -- | --- |
| Haití                | 2 | 0 | 1 | 14 | 2  | 6   |
| Barbados             | 2 | 0 | 1 | 8  | 3  | 6   |
| República Dominicana | 2 | 0 | 1 | 2  | 6  | 6   |
| Guyana               | 0 | 0 | 3 | 1  | 14 | 0   |

| 8 de diciembre de 2010 | Haití      | 1 – 2   | Barbados                         | Estadio Panamericano, San Cristóbal, República Dominicana |                                                          |
|                        | Georges 1' | Reporte | Chandler 17' · Pompée 84' (a.g.) | Asistencia: 120 espectadores Árbitro(s): Kenville Holder  | Asistencia: 120 espectadores Árbitro(s): Kenville Holder |

| 8 de diciembre de 2010 | República Dominicana | 1 – 0   | Guyana | Estadio Panamericano, San Cristóbal, República Dominicana |                                                         |
|                        | Ramírez 10'          | Reporte |        | Asistencia: 120 espectadores Árbitro(s): Kevin Morrison   | Asistencia: 120 espectadores Árbitro(s): Kevin Morrison |

| 10 de diciembre de 2010 | Guyana | 0 – 7   | Haití                                                                   | Estadio Panamericano, San Cristóbal, República Dominicana |                                                        |
|                         |        | Reporte | Saint-Jean 49' · Gateau 51' · Chery 55' 76' 77' · Nau 90' · Georges 90' | Asistencia: 200 espectadores Árbitro(s): Javier Santos    | Asistencia: 200 espectadores Árbitro(s): Javier Santos |

| 10 de diciembre de 2010 | Barbados | 0 – 1   | República Dominicana | Estadio Panamericano, San Cristóbal, República Dominicana |                                                      |
|                         |          | Reporte | Martínez 35'         | Asistencia: 200 espectadores Árbitro(s): Marcos Brea      | Asistencia: 200 espectadores Árbitro(s): Marcos Brea |

| 12 de diciembre de 2010 | Guyana      | 1 – 6   | Barbados                                                                    | Estadio Panamericano, San Cristóbal, República Dominicana |                                                         |
|                         | Garnett 79' | Reporte | Maynard 13' · Chandler 34' 84' · Adamson 45' · Stevenson 70' · Williams 87' | Asistencia: 500 espectadores Árbitro(s): Kevin Morrison   | Asistencia: 500 espectadores Árbitro(s): Kevin Morrison |

| 12 de diciembre de 2010 | República Dominicana | 0 – 6   | Haití                                            | Estadio Panamericano, San Cristóbal, República Dominicana |                                                          |
|                         |                      | Reporte | Chery 14' 33' 68' · Gedeon 43' · Georges 52' 62' | Asistencia: 500 espectadores Árbitro(s): Kenville Holder  | Asistencia: 500 espectadores Árbitro(s): Kenville Holder |

## Zona Centroamericana

### Grupo A
| País        | G | E | P | GF | GC | Pts |
| ----------- | - | - | - | -- | -- | --- |
| Costa Rica  | 2 | 0 | 0 | 10 | 1  | 6   |
| El Salvador | 1 | 0 | 1 | 4  | 4  | 3   |
| Nicaragua   | 0 | 0 | 2 | 2  | 11 | 0   |

| 26 de octubre de 2010 | Nicaragua | 0 – 8   | Costa Rica                                                                     | Estadio Ebal Rodríguez, Guápiles, Costa Rica |                          |
|                       |           | Reporte | Hernández 16' · Gómez 55' 62' 65' 68' · Barrantes 81' · Conejo 87' · Rojas 90' | Árbitro(s): Jafeth Perea                     | Árbitro(s): Jafeth Perea |

| 28 de octubre de 2010 | El Salvador                          | 3 – 2   | Nicaragua                | Estadio Ebal Rodríguez, Guápiles, Costa Rica         |                                                      |
|                       | Lanverde 18' · Peña 21' · Zelaya 36' | Reporte | Arce 83' · Rodríguez 87' | Asistencia: 100 espectadores Árbitro(s): Oscar Reyna | Asistencia: 100 espectadores Árbitro(s): Oscar Reyna |

| 30 de octubre de 2010 | Costa Rica                   | 2 – 1   | El Salvador | Estadio Ebal Rodríguez, Guápiles, Costa Rica         |                                                      |
|                       | Hernández 11' · Espinoza 72' | Reporte | Zeyala 20'  | Asistencia: 864 espectadores Árbitro(s): José Pineda | Asistencia: 864 espectadores Árbitro(s): José Pineda |

### Grupo B
| País      | G | E | P | GF | GC | Pts |
| --------- | - | - | - | -- | -- | --- |
| Honduras  | 1 | 0 | 1 | 2  | 1  | 3   |
| Panamá    | 1 | 0 | 1 | 1  | 1  | 3   |
| Guatemala | 1 | 0 | 1 | 1  | 2  | 3   |

| 10 de noviembre de 2010 | Honduras | 0 – 1   | Panamá    | Estadio Pensativo, Antigua Guatemala, Guatemala           |                                                           |
|                         |          | Reporte | Browne 9' | Asistencia: 227 espectadores Árbitro(s): Franklin Jarquín | Asistencia: 227 espectadores Árbitro(s): Franklin Jarquín |

| 12 de noviembre de 2010 | Panamá | 0 – 1   | Guatemala            | Estadio Pensativo, Antigua Guatemala, Guatemala          |                                                          |
|                         |        | Reporte | Fransisco 68' (a.g.) | Asistencia: 1,037 espectadores Árbitro(s): Jeffrey Solís | Asistencia: 1,037 espectadores Árbitro(s): Jeffrey Solís |

| 14 de noviembre de 2010 | Guatemala | 0 – 2   | Honduras                | Estadio Pensativo, Antigua Guatemala, Guatemala           |                                                           |
|                         |           | Reporte | Moncada 22' · Mejía 77' | Asistencia: 1,981 espectadores Árbitro(s): Miguel Medrano | Asistencia: 1,981 espectadores Árbitro(s): Miguel Medrano |

### Playoff
| Equipo 1  | Agr. | Equipo 2  | Ida | Vuelta |
| --------- | ---- | --------- | --- | ------ |
| Nicaragua | 0-4  | Guatemala | 0-3 | 0-1    |

| 20 de noviembre de 2010 | Nicaragua | 0 – 3   | Guatemala                       | Estadio Nacional de Fútbol, Managua, Nicaragua        |                                                       |
|                         |           | Reporte | Barrientos 24' · García 61' 77' | Asistencia: 200 espectadores Árbitro(s): Marlon Mejía | Asistencia: 200 espectadores Árbitro(s): Marlon Mejía |

| 27 de noviembre de 2010 | Guatemala      | 1 – 0   | Nicaragua | Estadio Mateo Flores, Guatemala City, Guatemala        |                                                        |
|                         | Barrientos 24' | Reporte |           | Asistencia: 3,325 espectadores Árbitro(s): José Pineda | Asistencia: 3,325 espectadores Árbitro(s): José Pineda |